# Abbazia di Santa Maria in Montesanto
L'abbazia di Santa Maria in Montesanto è un'abbazia benedettina a Civitella del Tronto, in Abruzzo, dedicato alla Beata Vergine Maria Assunta in Cielo, eletta patrona del cenobio. Comprende anche una chiesa col titolo abbaziale con una torre campanaria.
Appartiene alla giurisdizione della diocesi marchigiana di San Benedetto del Tronto-Ripatransone-Montalto, proprietaria degli immobili che lo compongono. Il vescovo diocesano ne ricopre il titolo di abate. È stata istituita come rettoria in occasione del giubileo dell'anno 2000 dal vescovo Gervasio Gestori.
In tempi passati è stata tra le abbazie più importanti della regione e rappresenta una delle realtà monumentali di maggiore suggestione del territorio teramano, custodendo memoria d'arte romanica.

## Territorio
Il complesso religioso sorge sull'altura detta Montesanto, a un'altitudine di circa 545 m s.l.m. nel territorio del comune di Civitella del Tronto, in provincia di Teramo.
Gli edifici della sede abbaziale si elevano sulla sommità del silenzioso poggio, dall'accesso impervio, per buona parte ricoperto da un bosco di fitte conifere. Il rilievo spicca e s'impone nello spazio di un paesaggio piuttosto pianeggiante compreso fra la Val Vibrata e la Valle del Salinello. Dalla cima dell'altura, il cenobio vigila da secoli sull'ampio panorama che fronteggia la rupe del paese di Civitella e, scorgendo i possenti bastioni della fortezza aragonese, spazia sulle colline delle valli sottostanti, allargando la veduta fino alla montagna dei Fiori, a quella dell'Ascensione, ai vicini monti Gemelli e più in lontananza al Gran Sasso e alla Maiella.
La peculiare conformazione orogenetica di Montesanto, dalla struttura geologica calcarea, presenta dirupi e cavità naturali circondati da folta e compatta vegetazione. Queste caratteristiche ambientali lasciano intuire come il luogo possa essere stato apprezzato e gradito a monaci e custodi eremiti: religiosi sempre mossi da un ardente desiderio di solitudine per raccogliersi nella preghiera e nella meditazione spirituale. Lo stesso toponimo composto dalle parole Monte e Santo potrebbe indicare connessioni alla sacralità del posto, avvertita sin da tempi lontani.
Il sito si raggiunge percorrendo la Strada statale 81 Piceno Aprutina che collega le città di Ascoli Piceno e Teramo. Tra le frazioni di Villa Lempa e Villa Passo, si apre la diramazione che conduce fino all'abbazia (via dell'Abbazia - ex via Montesanto). Si tratta di una piccola strada che s'interna nel bosco di abeti e sale fino a concludersi davanti al cancello d'ingresso dell'abbazia.
Da qui si procede a piedi lungo il viale che arriva al cenobio, attraversando il parco che circonda gli edifici. L'accesso è custodito dalla presenza di due angeli di marmo di Carrara.

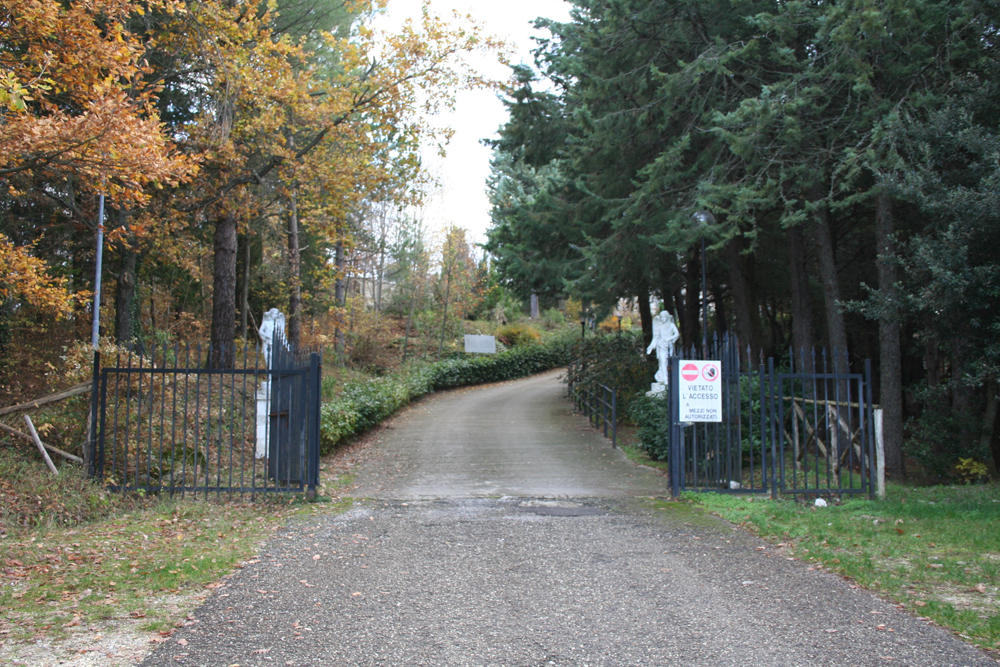
cancello d'ingresso
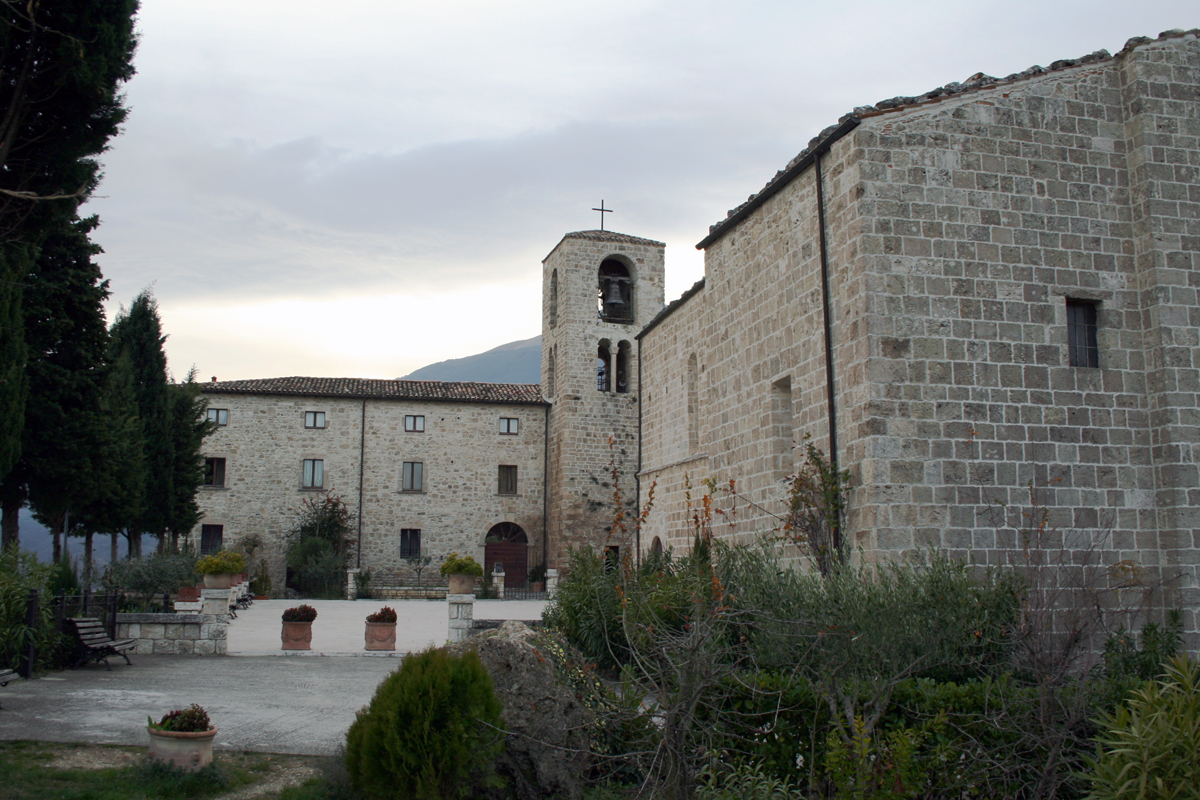
complesso abbaziale

## Storia
Il silenzio delle fonti documentali non consente di stabilire una data precisa di fondazione. Tuttavia, la tradizione popolare, di cui riferiscono sia Sebastiano Andreantonelli e sia Francesco Antonio Marcucci, ne attribuirebbe la creazione a san Benedetto da Norcia che ne avrebbe avviato personalmente la realizzazione tra il 540 e il 542, anni antecedenti alla realizzazione dell'Abbazia di Montecassino, durante la sua visita nel Piceno, al tempo in cui a Ascoli era vescovo Epifanio.
Lo storico Mario Sensi, attraverso lo studio e la ricerca delle origini di questa abbazia, ha smentito la tradizione collocando il primo insediamento del cenobio nell'ultimo periodo dell'età feudale e, senza individuare l'anno preciso d'istituzione, la definisce un «monastero di famiglia» di «origine comitale» cinto da una doppia fila di mura dall'aspetto di un «monasterium-castrum». Anche i recenti sondaggi, condotti nell'ultimo intervento di restauro eseguiti dall'Arch. Christos Maragos (1992-1995), concordano con l'appartenenza temporale del primo cenobio allo stesso periodo.

### Il fondatore
Il fondatore potrebbe essere inquadrato nella figura di un membro appartenente a una famiglia di grandi proprietari che in questo sito fissò la struttura organizzativa per esercitare forme di controllo politico e territoriale. Non è provato se la famiglia comitale che eresse questo cenobio sia stata la stessa che ebbe tra i suoi membri Rinaldo, conte aprutino e vescovo-conte di Ascoli, che ne rivendicò i diritti di jus patronato.

### L'istituzione e i primi documenti
Sin dall'epoca della sua istituzione, questa sede monastica è sempre stata retta da un abate o da un priore con funzioni di abate, a differenza della maggior parte dei monasteri teramani, sottoposti alle grandi abbazie nazionali. Già dall'età medioevale ha beneficiato di un regime di autonomia e indipendenza nel compimento della cura animarum (cura delle anime) esercitata dai monaci benedettini su un vasto territorio compreso fra Teramo e Ascoli Piceno. Ricorda il Sensi che questi religiosi conducevano una vita claustrale e, a volte, grazie al cospicuo fruttato del cenobio, potevano avvalersi della collaborazione anche di sacerdoti, da loro stipendiati, per compiere l'assistenza spirituale necessaria nelle terre di loro competenza.
Un primo documento in cui si rintraccia menzione dell'abbazia di Montesanto reca la data 1064 e certifica un concambio con il monastero di San Salvatore alla Maiella.
È annoverata per la prima volta tra i possedimenti della Chiesa ascolana nel diploma redatto da Lotario III, il 18 agosto 1137. Nell'atto si confermava il titolo di presbitero di questa abbazia al vescovo di Ascoli. Con il diploma Ad humanae vitae, del 6 luglio 1193, l'imperatore Enrico VI assegnò alla chiesa ascolana e alla persona di Rinaldo I, vescovo-conte di Ascoli, la giurisdizione sul cenobio di Montesanto. Nel documento il monastero figurava come una fondazione di juspatronato dei conti di Teramo.

### XII secolo
Nel corso del XII secolo era uno dei cenobi più potenti della regione e la sua competenza giurisdizionale assoggettava anche altri monasteri sorti posteriormente alla sua erezione. Possedeva duemila moggi di terra nell'area della Val Pescara e otto chiese, quali:
- Chiesa di Sant'Angelo de Criptis, nel territorio della Val Vibrata, nelle vicinanze di Sant'Egidio, costituita da una grotta e da un romitorio.
- Chiesa di San Savino, collocata sul confine fra il Regno di Napoli e lo Stato della Chiesa, ma di cui s'ignora l'esatta posizione.
- Chiesa di Sant'Egidio, edificata lungo la riva destra del Vibrata, soggetta a Montesanto, ma data in commenda al vescovo di Ascoli. Ricorda Ferdinando Ughelli che nell'anno 1237, il vescovo ascolano Marcellino prese sotto la sua protezione questo luogo di culto.
- Chiesa di Santa Maria a Luquiano, ubicata nelle vicinanze di Colle San Giorgio a Castiglione Messer Raimondo e jus patronato dei Duchi di Atri che corrispondeva all'abbazia un canone annuo di 9 ducati.
- Chiesa di Santa Maria di Ripoli, costruita vicino Corropoli, sulla riva destra del Vibrata, versava ogni anno, per le feste dell'Assunta, all'abate di Montesanto 40 ducati d'oro (pari a 70 scudi).
- Chiesa di San Pietro alla Ripa di Salino, eretta nelle vicinanze di Civitella del Tronto, che nell'anno 1448 era già stata unita alla chiesa di Sant'Angelo de Criptis.
- Chiesa di Santo Stefano in Rivo Maris, monastero fondato nell'842 ed edificato sul lido del mare nei pressi del fiume Salinello.
- Chiesa dei Santi Mariano e Giacomo alla Nocella di Campli, già priorato benedettino e comunità canonicale attestata nell'anno 1283. Durante il corso del XVI secolo la chiesa era ancora una collegiata, con 4 canonici, presieduta da un presbitero col titolo di abate. Nel 1590 Giulio Ricci, vescovo di Teramo, nella relazione Ad limina comunicava a Roma che la chiesa era stata scorporata dalla diocesi aprutina e unita a quella di Montalto. La chiesa versava all'abate di Montesanto un censo annuale di 2 ducati.

Oltre a queste chiese, il monastero di Montesanto aveva diritti feudali sulle comunità parrocchiali di Sant'Andrea a Castel Floriano, San Sisto di Valle Castellana, San Giovanni di Lempa, San Giovanni di Folignano, San Pietro in Collepagano e l'arcipretura di Gabbiano. Quest'ultima era un juspatronato della famiglia Sgariglia.

### XIII secolo
La rilevante importanza dell'istituzione abbaziale, ubicata tra lo Stato Pontificio e il Regno di Napoli, si confermava anche nel corso del XIII secolo. Il 7 febbraio 1215, i patroni della chiesa di Sant'Andrea di Floriano si sottomettevano a Montesanto. Più tardi, il 30 gennaio 1255, papa Alessandro III con la bolla Cum sicut confermava il «feudo di Montesanto» al vescovo di Ascoli Teodino (o Teodorino) insieme a altri possedimenti. Nel corso dell'anno successivo, il 1256, Teodino nominò abate del cenobio il suo cappellano Rinaldo, lo stesso che il 12 febbraio 1259 fu eletto vescovo di Ascoli e assunse il nome di Rinaldo III.

### XIV secolo
Nel XIV secolo, il cenobio gestiva ancora autonomamente i suoi possedimenti e versava le decime al vescovo di Ascoli. Niccola Palma riferisce che nel 1301 vi era un «giudice delle terre di Santa Maria di Montesanto».

### XV - XVI secolo e l'annessione alla Diocesi di Montalto
Sul finire del XV secolo ebbe inizio la lenta decadenza del monastero che fino a circa il 1450 contava la presenza di qualche monaco e di 6 «famiglie vassalle dell'abate». In questo periodo l'amministrazione del patrimonio dell'abbazia passò direttamente alla Curia romana che lo gestì attraverso un amministratore di fiducia. Nel 1471, il Governo degli Anziani di Ascoli rivolse domanda al papa al fine di riunire il cenobio alla mensa vescovile ascolana. La richiesta non venne accolta e la Curia di Roma continuò ad occuparsi dei possedimenti e del fruttato.

Di questi secoli si ricordano le personalità di alcuni abati tra i quali l'Andreantonelli riporta: Giovanni Battista Parisani, in vita nell'anno 1422 e Giacomo Pilotti che fu anche ambasciatore di Ascoli presso la corte di Alfonso re di Napoli.
Il Sensi descrive, tra gli altri, Giovanni Antonio Serbelloni, cardinale di San Giorgio, abate dal 1562 al 1582, che istituì «il vicariato perpetuo di Montesanto e l'obbligo di mantenere due cappellani, uno in Montesanto e l'altro a Sant'Andrea» e Nicola di Aragona, nominato abate nel 1582 e dall'anno 1579 vescovo di Ascoli che morì il 27 luglio 1586.
La scomparsa dell'abate Nicola coincise con lo stesso anno in cui papa Sisto V emanò la bolla pontificia Super universas orbis ecclesias, del 14 novembre 1586, che costituì Montalto sede vescovile. Lo stesso documento includeva Montesanto e il suo vicariato, ossia tutte le chiese e le comunità dipendenti dall'abbazia per un totale di 6 parrocchie e 25 centri demici, nella giurisdizione della neo eretta mensa vescovile. Da allora il titolo di abate commendatario è stato assunto dal vescovo montaltese che ha avuto anche la funzione di nomina del vicario del cenobio.

### XVII - XIX secolo
L'annessione dell'abbazia di Montesanto alla diocesi di Montalto creò nuovi confini fra le diocesi di Teramo e di Ascoli generando anche una certa confusione per alcuni borghi che nel nuovo assetto risultavano appartenenti a giurisdizioni diverse. Nel 1645 il vescovo Girolamo Codebò istituì nella seda abbaziale la Confraternita del Sacramento.
Trascorsero, comunque, circa due secoli di tranquillità per il cenobio che fu affidato alla cura della figura di un custode-eremita, consacrato a vita religiosa.
Nell'anno 1797, durante il vicariato dell'abate Francesco Antonio Marcucci, i beni del monastero, che si trovavano nei territori del Regno di Napoli, furono sequestrati dal sovrano territoriale. Questi non ritenne valida, bensì abusiva, la disposizione di Sisto V perché attuata senza previo consenso della sovranità del Regno, nei cui domini insisteva il cenobio. Così l'intero sito e i suoi possedimenti furono sottratti alla vicaria di Montalto e, una volta confiscati, finirono sotto le pertinenze della Real Corona del Re di Napoli e legati alla vicaria d'Abruzzo del Cappellano di Villa Passo.
Il 18 agosto 1800 fu consacrato abate commendatario di Montesanto il vescovo Francesco Saverio Castiglioni, (in seguito divenuto Pio VIII), successore di Marcucci, che molto si adoperò per recuperare il possedimento del monastero. Vi riuscì nel 1804 quando ottenne, con un dispaccio e con la formula “ad regis beneplacitum”, l'affidamento dell'abbazia a favore della sua persona vita natural durante. Succedettero a Castiglioni i vescovi: Luigi Maria Canestrari, abate dal 1825 al 1846, e Eleonoro Arrone, abate dal 1846 al 1887, che ottennero l'affidamento del cenobio con le stesse modalità.

### XX - XXI secolo

#### Gli anni dal 2001 al 2006
Questo è il periodo chiamato Montesanto Recisa virescit, ossia Montesanto finita rinasce, che copre gli anni nei quali è stato rettore canonico monsignor Ettore Di Filippo, nominato alla carica il 15 agosto 2001. Nel tempo che vi trascorre, a titolo personale, commissiona la realizzazione di alcune opere, quali: la costruzione di un ossario, sul lato nord esterno della chiesa che accoglie i resti mortali rinvenuti durante i restauri; la statua del Risorto, eseguita da Alessandro Caetani; il percorso della Via Matris, nel parco esterno; la pavimentazione del piazzale antistante al complesso. Nel 1999 acquista un organo di scuola bolognese risalente al 1646; le statue di due angeli in marmo di Carrara, nuove campane e la statua di Pietro da Morrone.
Durante il suo mandato dà vita anche a una serie di eventi.

## Gli interventi di restauro e gli scavi archeologici
Nel corso del tempo si sono succeduti vari interventi di recupero e restauro conservativo, tra i quali si ricordano quello avvenuto tra il XIII e il XIV secolo, l'altro del XVII secolo e l'ultimo eseguito nei primi anni novanta.
Dagli scavi condotti durante il periodo della più recente operazione di ripristino sono emersi elementi idonei a confermare dati storici sull'abbazia che hanno permesso di integrare anche le informazioni delle fasi costruttive del complesso. I ritrovamenti coprono l'arco temporale che inizia dall'età romana, attraversa l'età feudale, il Medioevo e arriva fino ai nostri giorni. Il rinvenimento di frammenti ceramici romani dimostra come Montesanto sia stato frequentato già in quell'epoca.
All'interno della chiesa sono state trovate tombe a ossario, databili fra il XVII e il XVIII secolo e, più in profondità, tombe a inumazione ottenute scavando la roccia. Queste ultime sono prive di copertura o corredi e riconducibili al tempo del primo insediamento monastico del quale, però, non rimane traccia poiché si assume che sia stato costruito con materiali deperibili come il legno.
Lungo il fianco settentrionale della chiesa sono affiorati i resti di murazioni che accrediterebbero l'impianto a tre navate della precedente chiesa medievale, trasformata a un'unica navata e accorciata nella lunghezza tra il XIII e il XIV secolo. La costruzione aveva, probabilmente, l'interno scandito da campate e coperto da arconi a sesto acuto che scaricavano il loro peso sui contrafforti laterali, ancora visibili lungo la cortina muraria del fianco settentrionale della chiesa.
Nel corso del restauro del XVII secolo è stato smantellato il portico che congiungeva la facciata della chiesa alla torre campanaria. Sul prospetto del vano sacro è stata murata una delle due porte d'ingresso, l'altra costituisce il varco di accesso alla cappella sepolcrale che vi è stata costruita. Durante lo stesso intervento sono stati aperti i due nuovi ingressi sul fianco meridionale dell'aula sacra, come testimonia la data 1622 scolpita sulla chiave di volta di una delle porte.
Da questo momento le condizioni generali di conservazione degli edifici hanno subito un lento degrado fino a divenire ruderi. Il restauro, avvenuto negli anni compresi tra il 1992 e il 1995, finanziato con fondi europei dalla Comunità Montana della Laga Zona M, ed eseguito in accordo con la diocesi, ha riportato le fabbriche allo stato in cui si trovavano nel XIII secolo, recuperando l'intera funzionalità del complesso. La convenzione stipulata fra l'amministrazione di Civitella del Tronto e l'autorità diocesana prevede che il sito possa essere adibito anche ad attività socio-culturali, ferma restando la destinazione della chiesa esclusivamente per funzioni religiose.

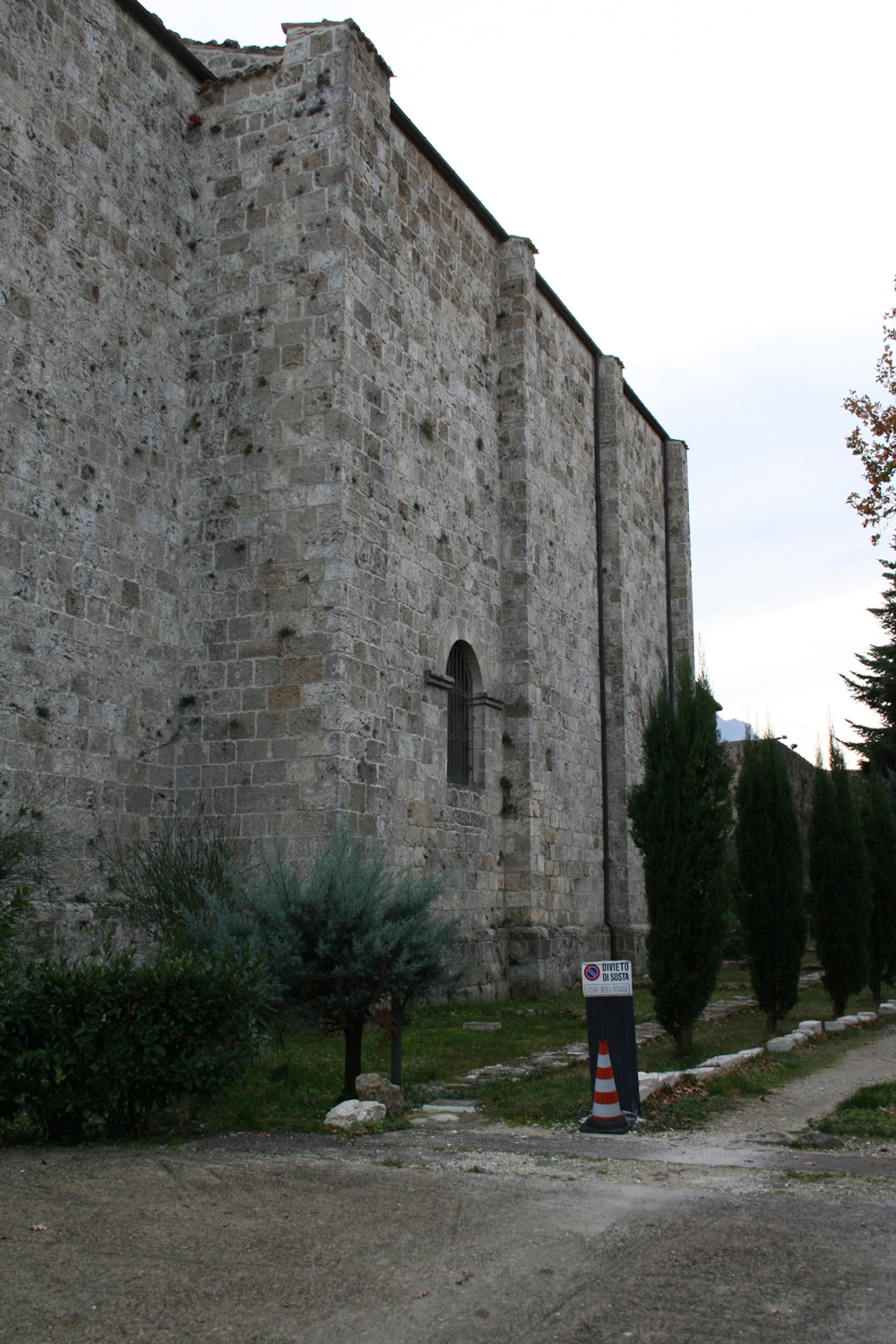
contrafforti del fianco settentrionale
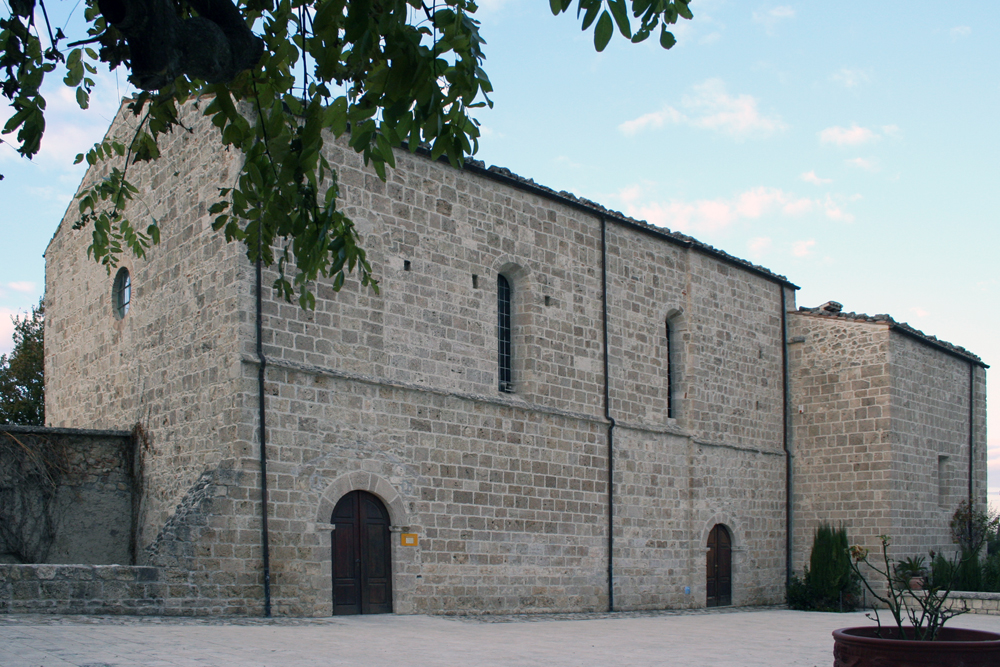
fianco meridionale
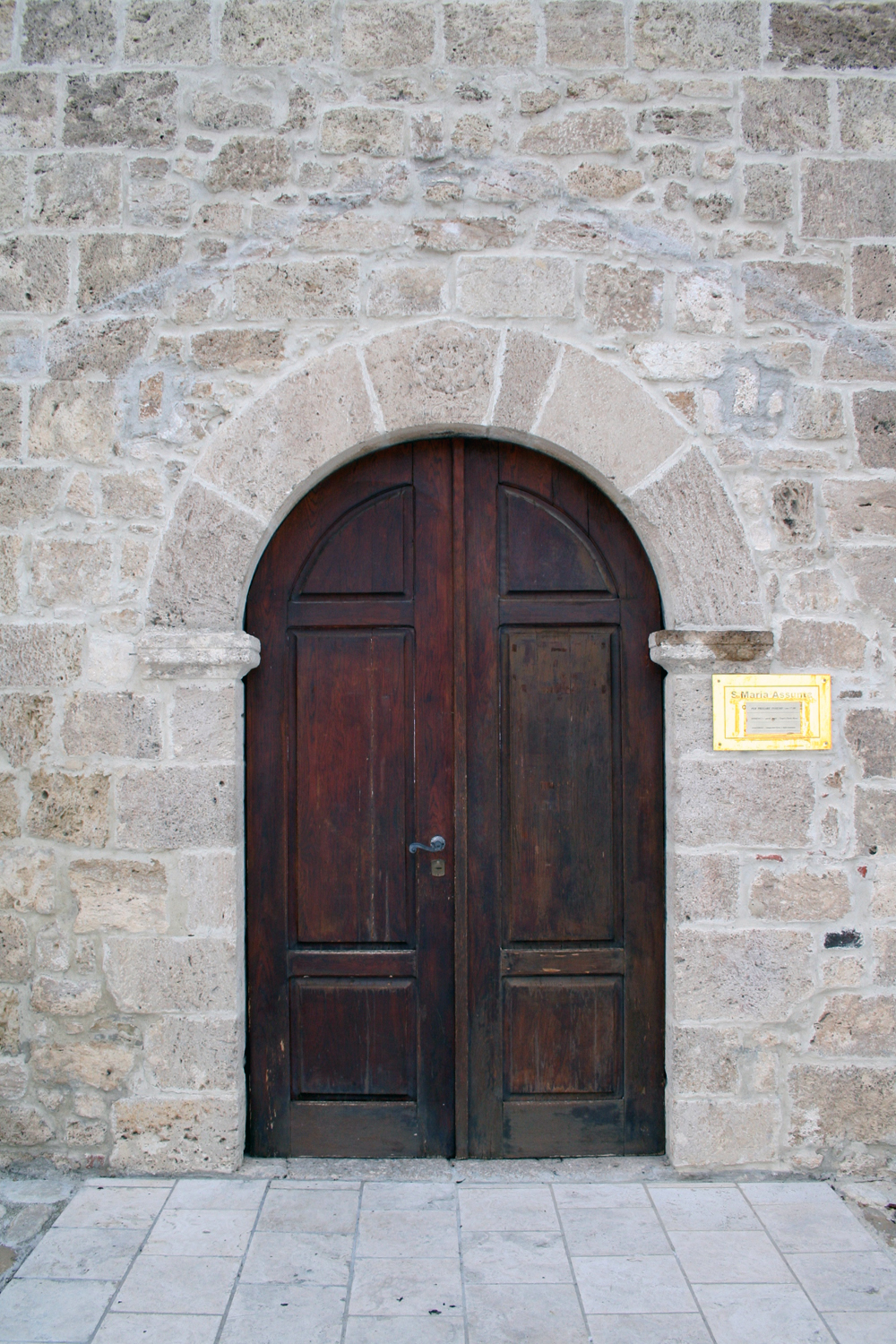
portale con impressa la data 1622

## Descrizione
Il cenobio è stato innalzato seguendo i canoni dello stile romanico ed elevato con conci squadrati di travertino, (roccia prelevata in loco che ha la caratteristica di essere piuttosto porosa), legati tra loro da strati di malta o di pozzolana. Gli edifici che lo compongono si affacciano sul piazzale interno dell'abbazia, pavimentato in travertino proveniente da Acquasanta Terme. Sul colle sono osservabili i resti del pozzo da cui i monaci si approvvigionavano dell'acqua, le vestigia di ambienti di servizio e i ruderi della doppia cinta muraria, descritta da Niccola Palma, dotata di torri, che fortificava il complesso nel periodo medioevale. La cortina muraria di cinzione aveva un unico varco d'accesso, rivolto a mezzogiorno, costituito da due porte di cui una più grande e una più piccola.

### La chiesa di Santa Maria Assunta
La chiesa sviluppa il suo assetto impostato su un'unica navata. L'interno, a pianta rettangolare corredato di presbiterio, si mostra con caratteristiche di spoglia eleganza mista a severa essenzialità. La zona presbiteriale, orientata verso est, rialzata rispetto al piano di calpestio da due gradini, coperta dalla volta a crociera sostenuta da 4 costoloni poggianti su 4 colonne, evidenzia nella zona più alta del fondo rettilineo le tracce di un oculo murato. Accoglie nel suo spazio il crocifisso ligneo, gli arredi lignei del coro addossati lungo i fianchi, e nel centro il nuovo altare quadrato, caratteristico delle celebrazioni delle comunità benedettine, completato di sede abbaziale. Fino a pochi anni fa lo spazio riservato ai religiosi officianti era diviso dall'aula dei fedeli con una cancellata di ferro.
Fiancheggiano l'ambiente presbiteriale due nicchie, rivolte verso il vano sacro, che ospitano rispettivamente la statua di san Benedetto da Norcia, a sinistra, e la statua della Madonna Assunta, a destra.
Diametralmente opposti all'altare si trovano l'organo seicentesco di scuola bolognese e una piccola cappellina sepolcrale; all'interno della chiesa è sepolto anche monsignor Ettore Di Filippo. Nella stessa parete sono osservabili le due vecchie porte d'ingresso (di cui una murata).
L'aula, pavimentata in cotto, è rischiarata dalle alte monofore strombate che si aprono nei fianchi meridionali della cortina muraria dove sono posizionati anche i due ingressi a sesto acuto aperti nel corso del XVII secolo, come conferma la data 1622. Le due porte prendono il posto del tradizionale portale centrale e ripetono lo stesso assetto della dismessa facciata principale. La scelta di avere due aperture sembra trovare la sua ragion d'essere come risposta alle esigenze del rito processionale della festa dell'Assunta.
La copertura è costituita da un soffitto a fienile di stile povero, classico delle chiese benedettine dell'XI e XII secolo, sostenuto dalle capriate.

#### Consacrazione
La chiesa è stata consacrata il 10 agosto 2008 dal vescovo di San Benedetto del Tronto-Ripatransone-Montalto monsignor Gervasio Gestori. A memoria della cerimonia rimangono 4 piccole croci fissate, sulle mura interne, nei punti segnati dall'unzione con il crisma dall'officiante. È aperta al culto per autorizzazione papale concessa, da Benedetto XVI, nel corso dell'anno 2011.

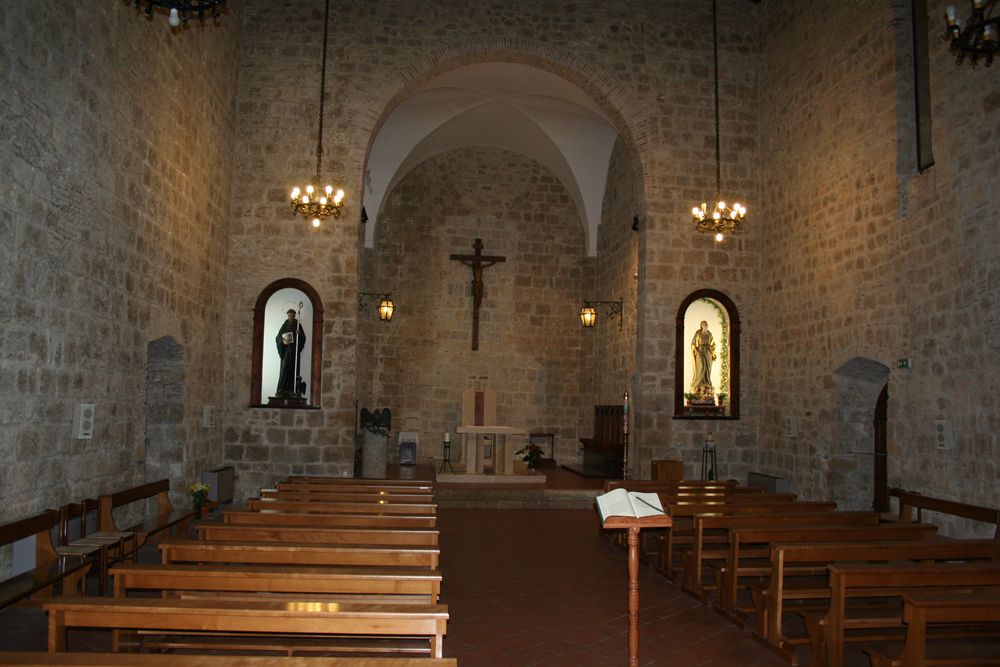
interno dell'aula sacra
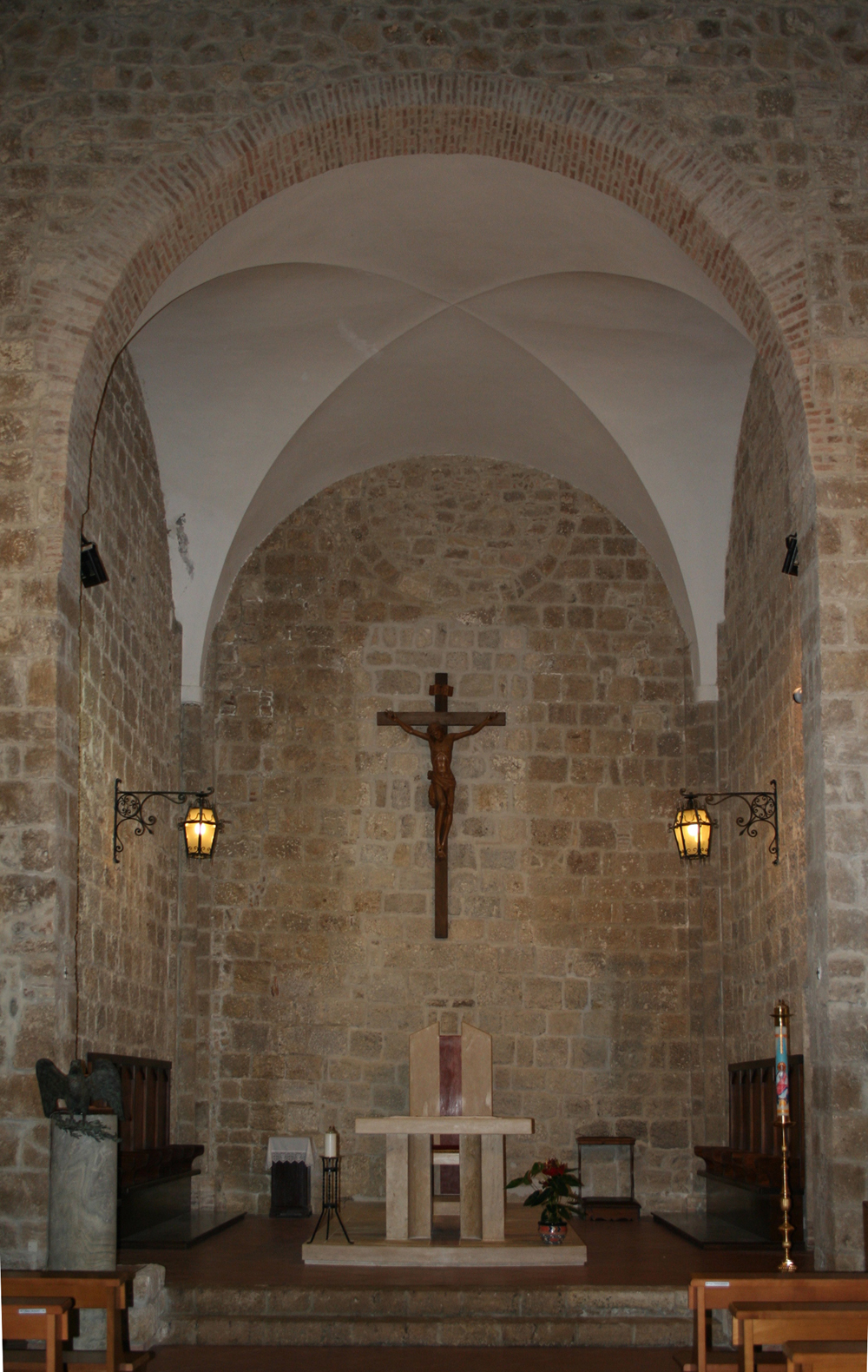
presbiterio
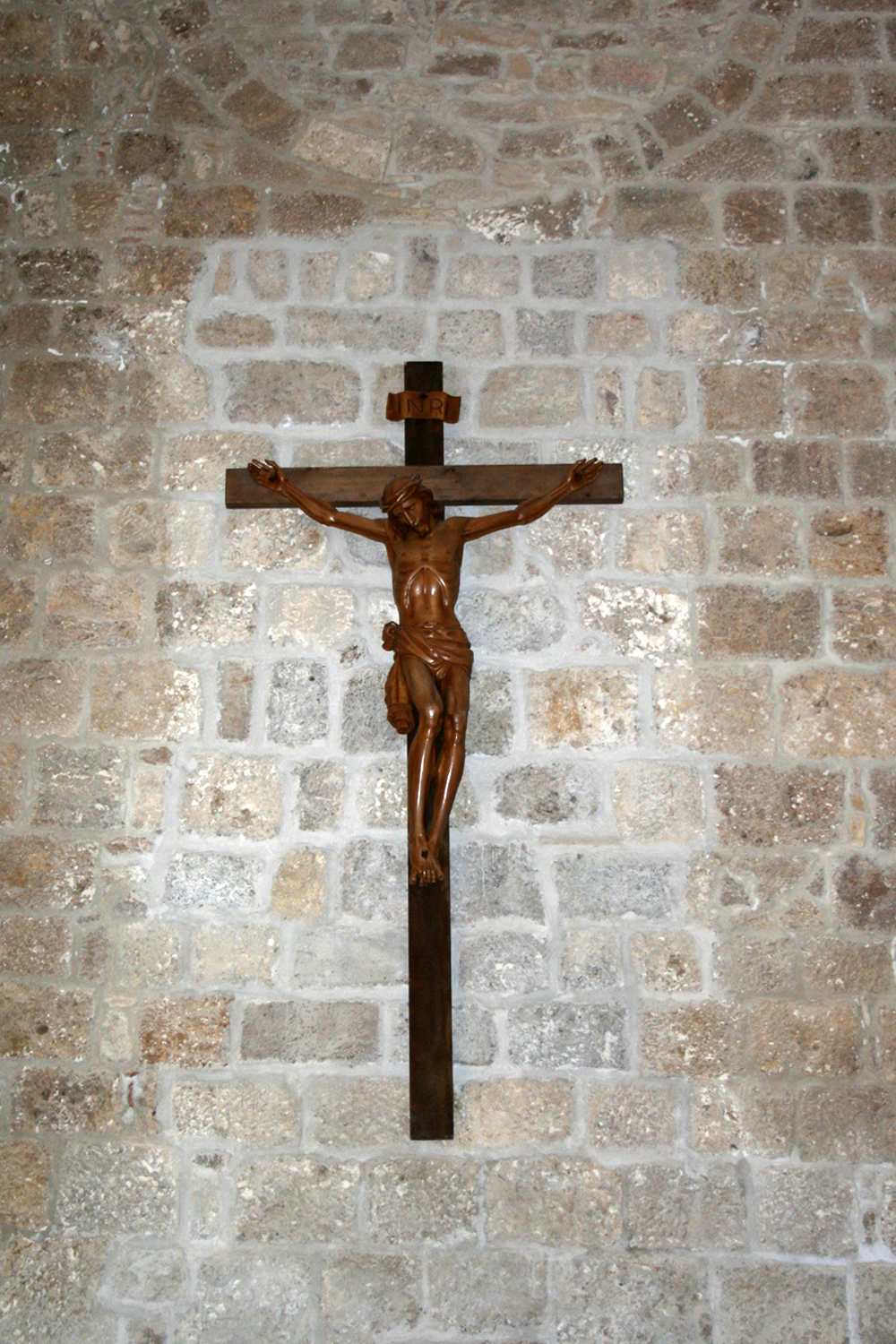
Crocifisso ligneo
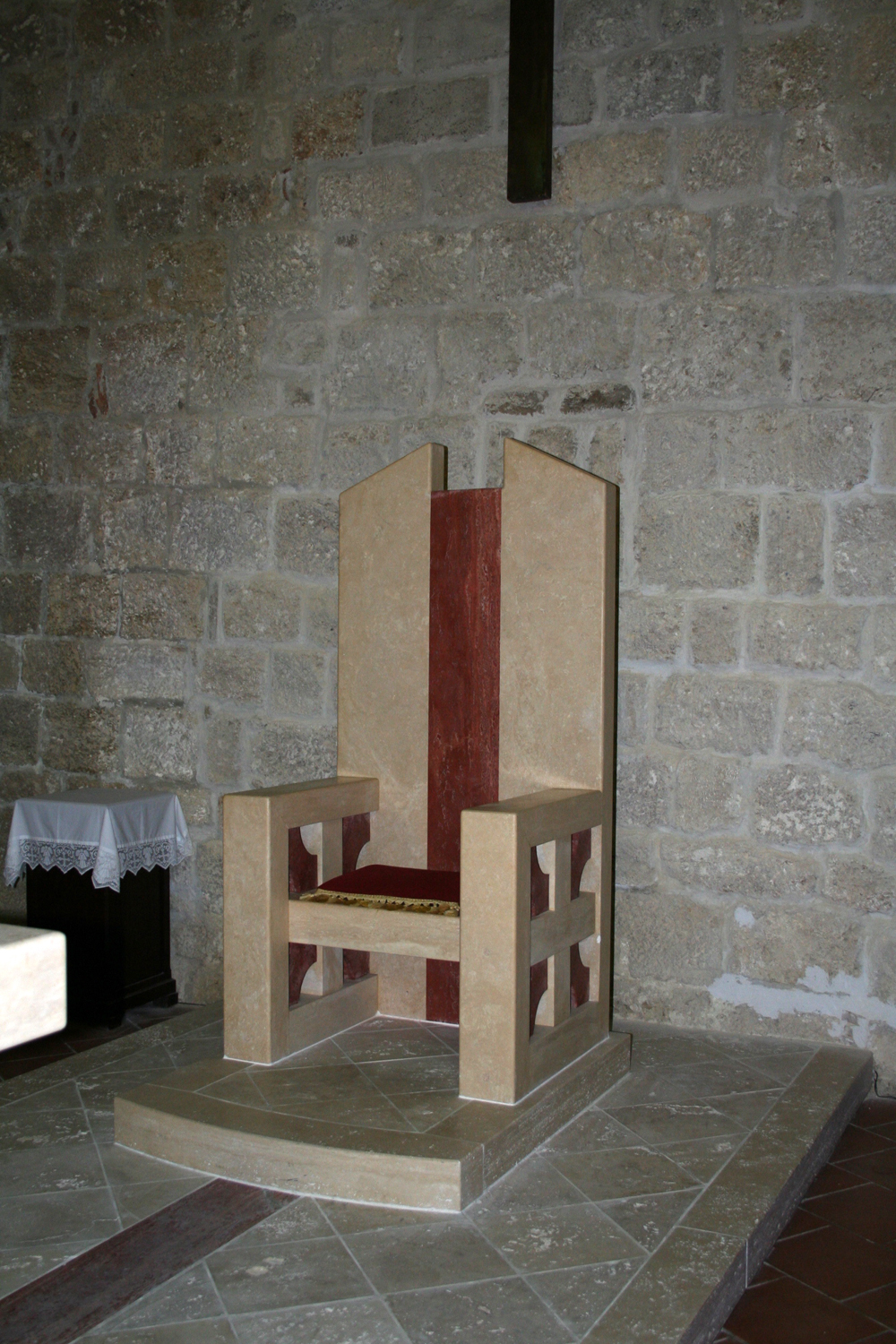
sede abbaziale
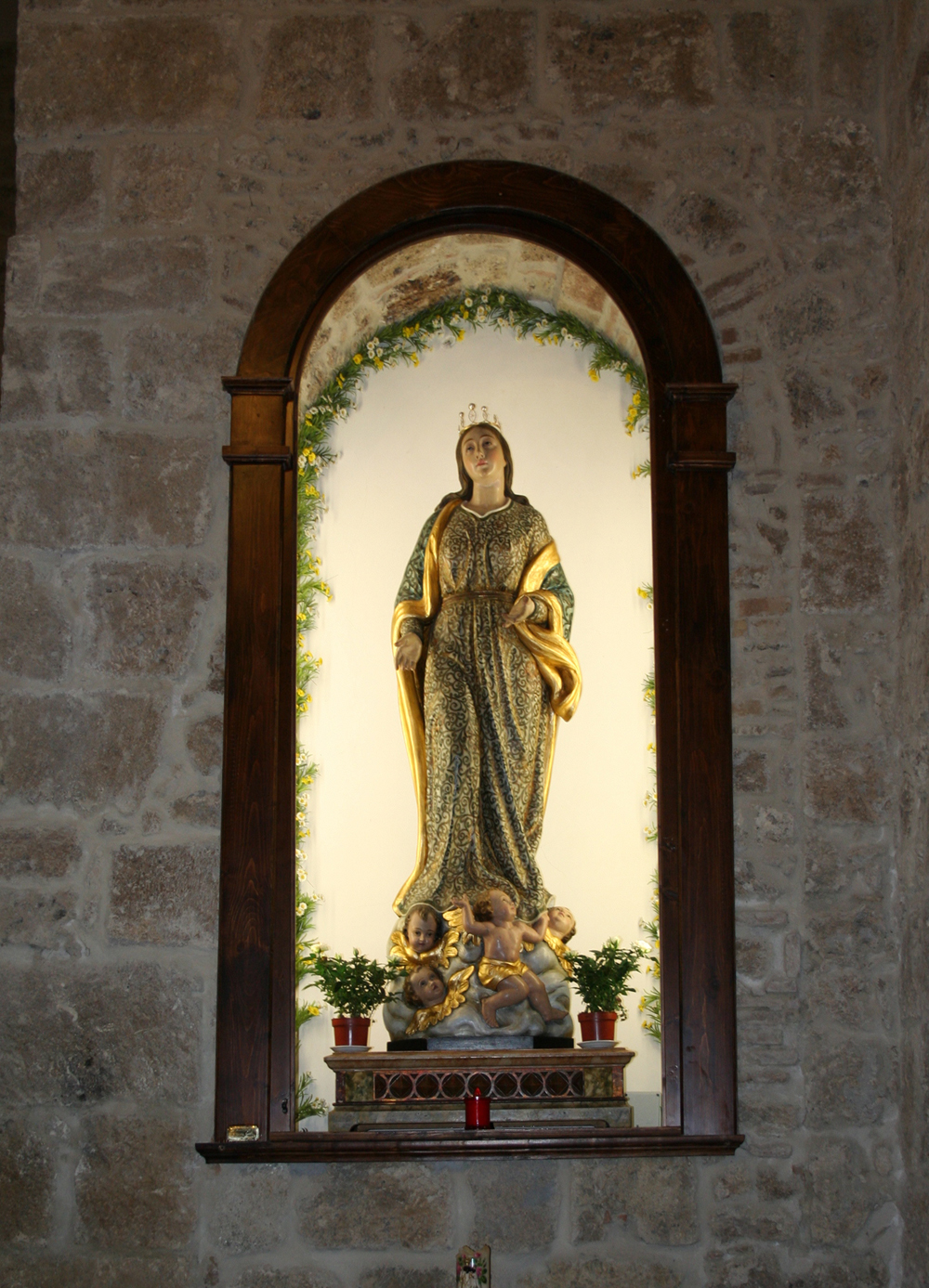
statua della Madonna Assunta
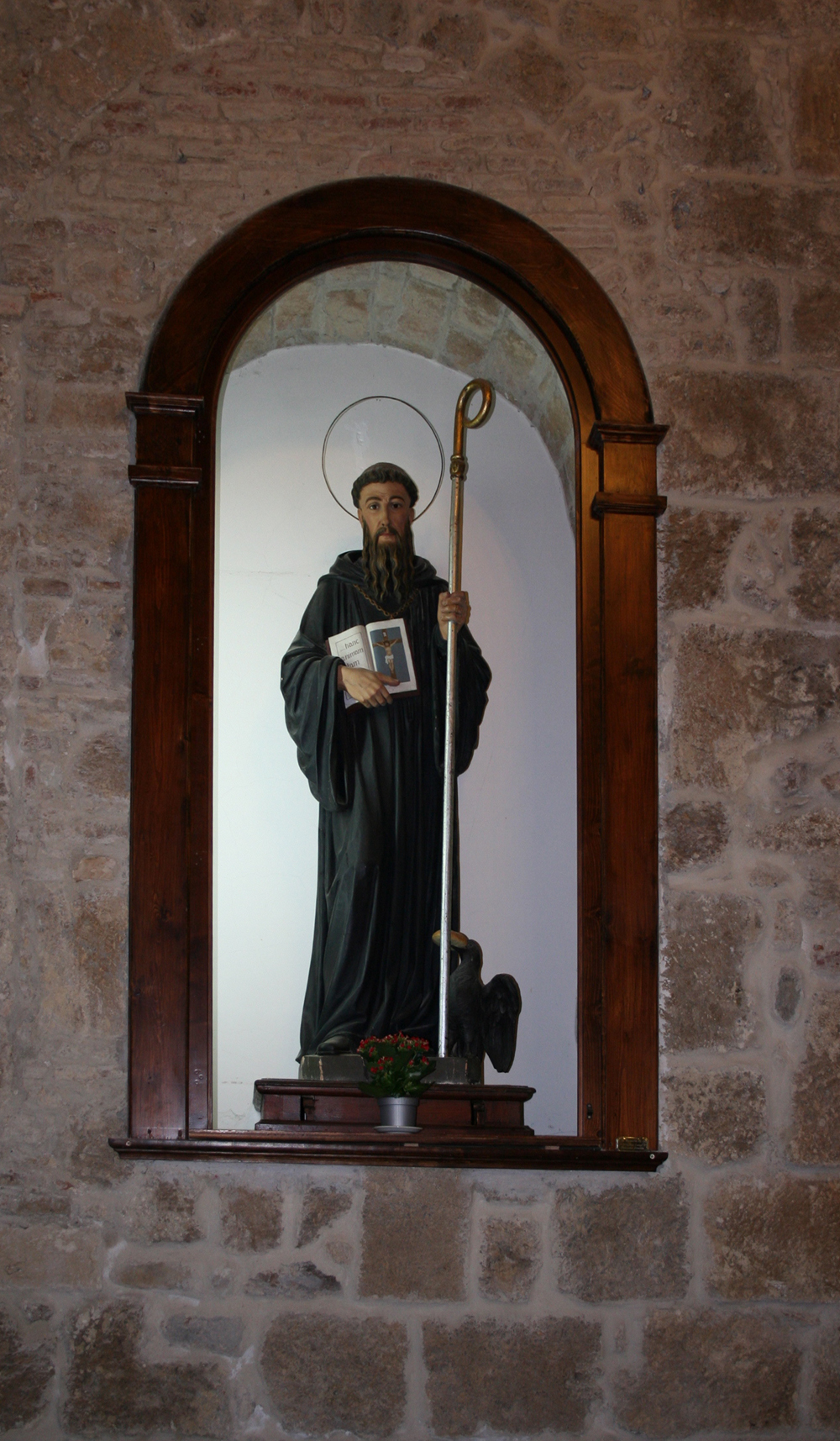
statua di san Benedetto da Norcia
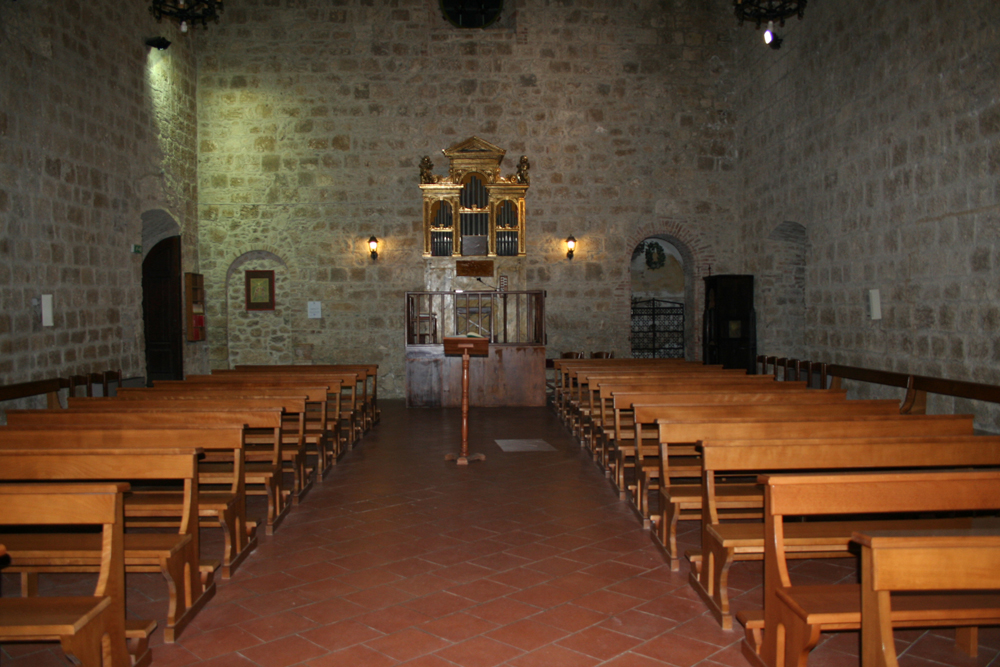
parete di fondo con organo del 1600
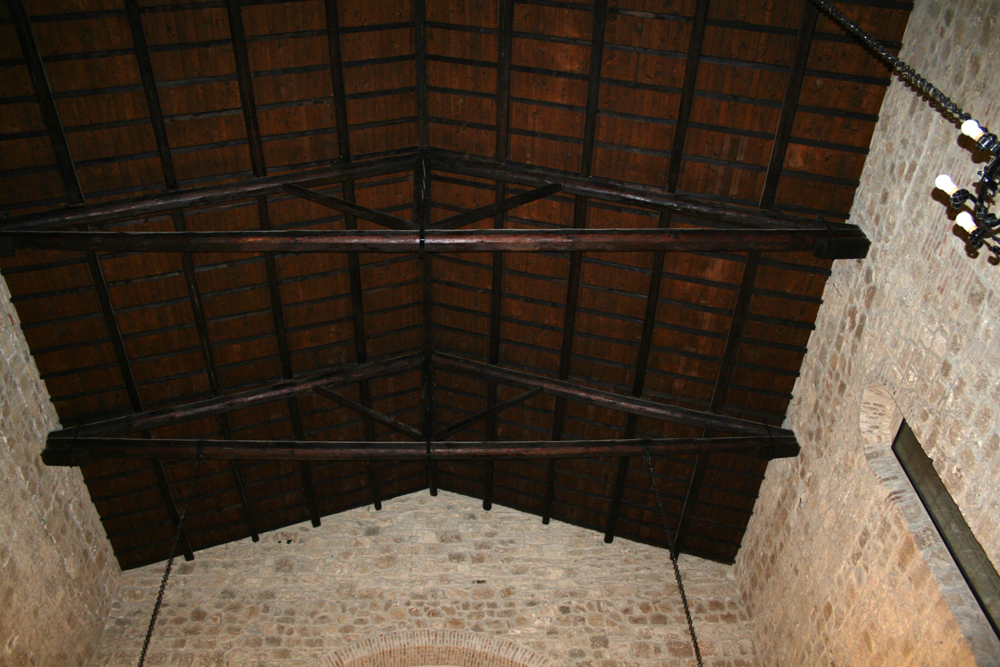
copertura a capriate
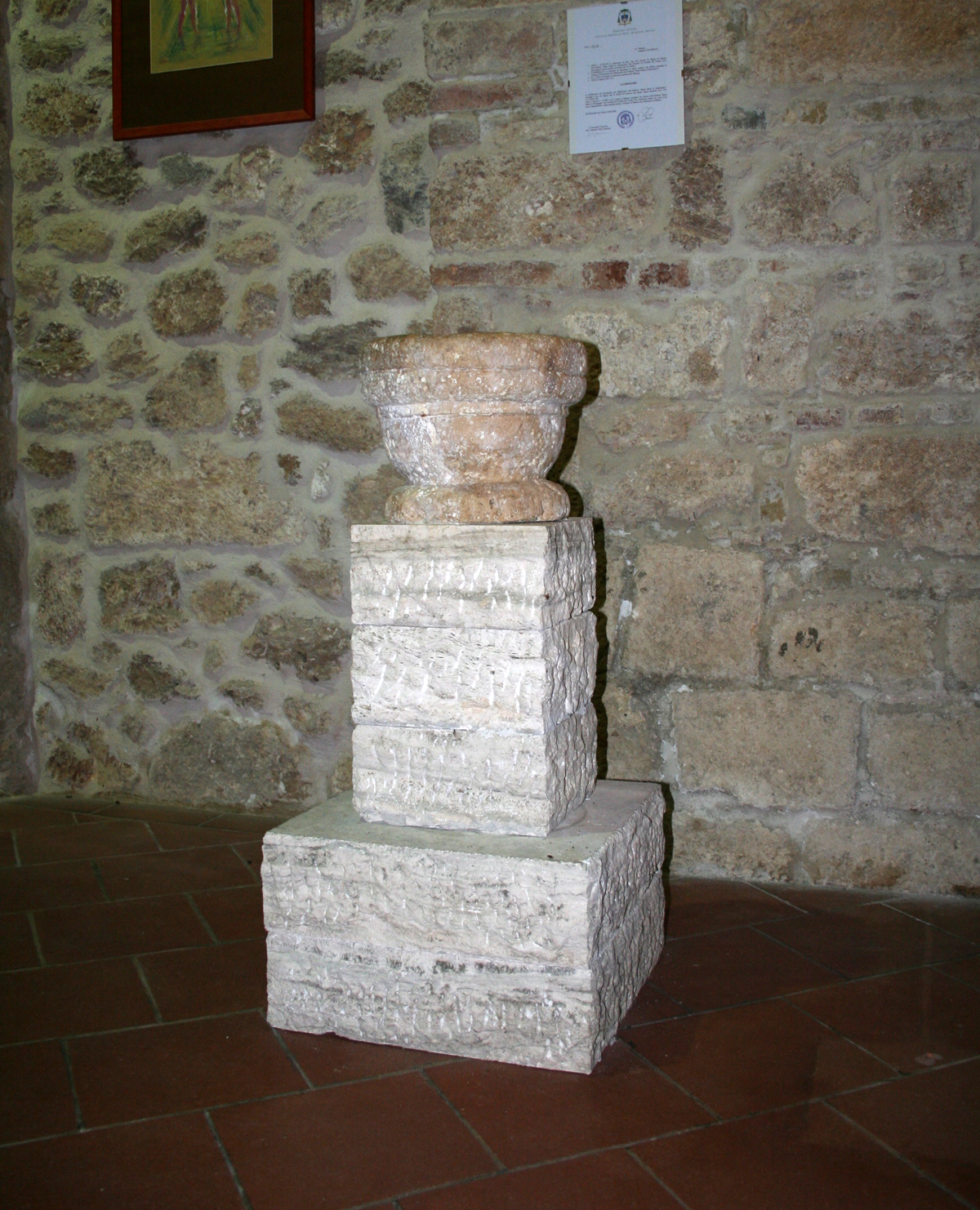
acquasantiera
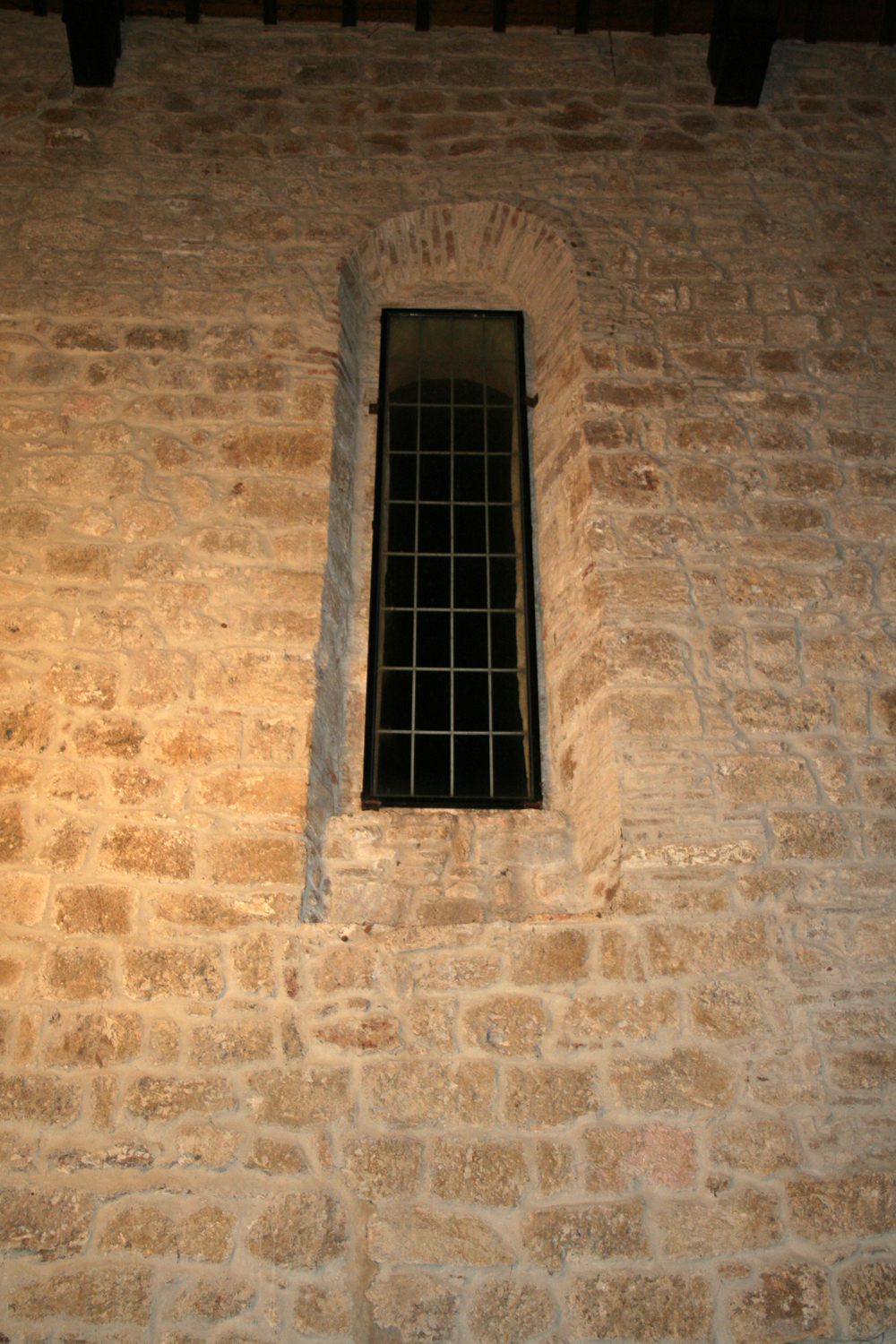
monofora del fianco meridionale
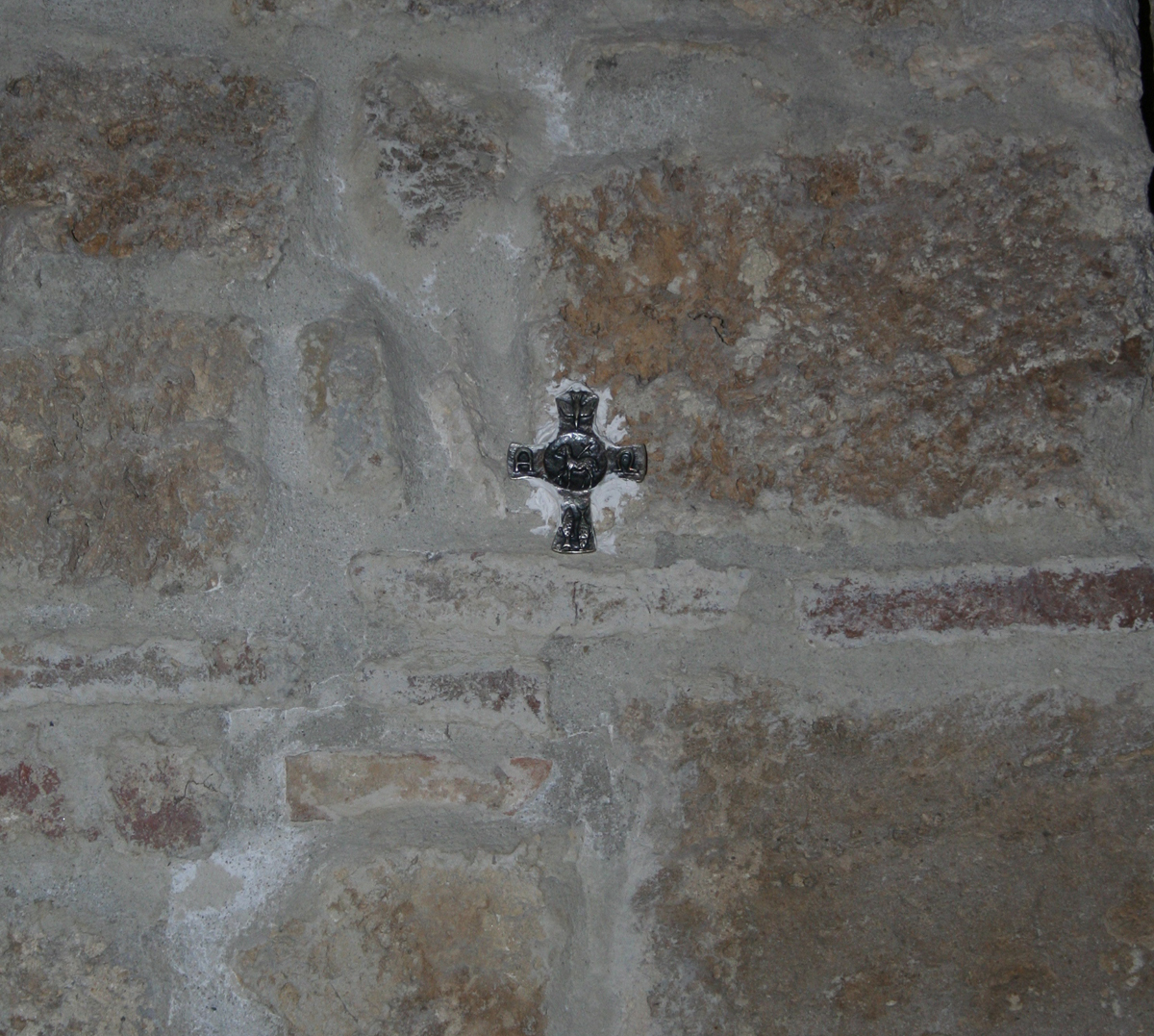
una delle 4 croci apposte nei punti segnati dall'unzione col crisma
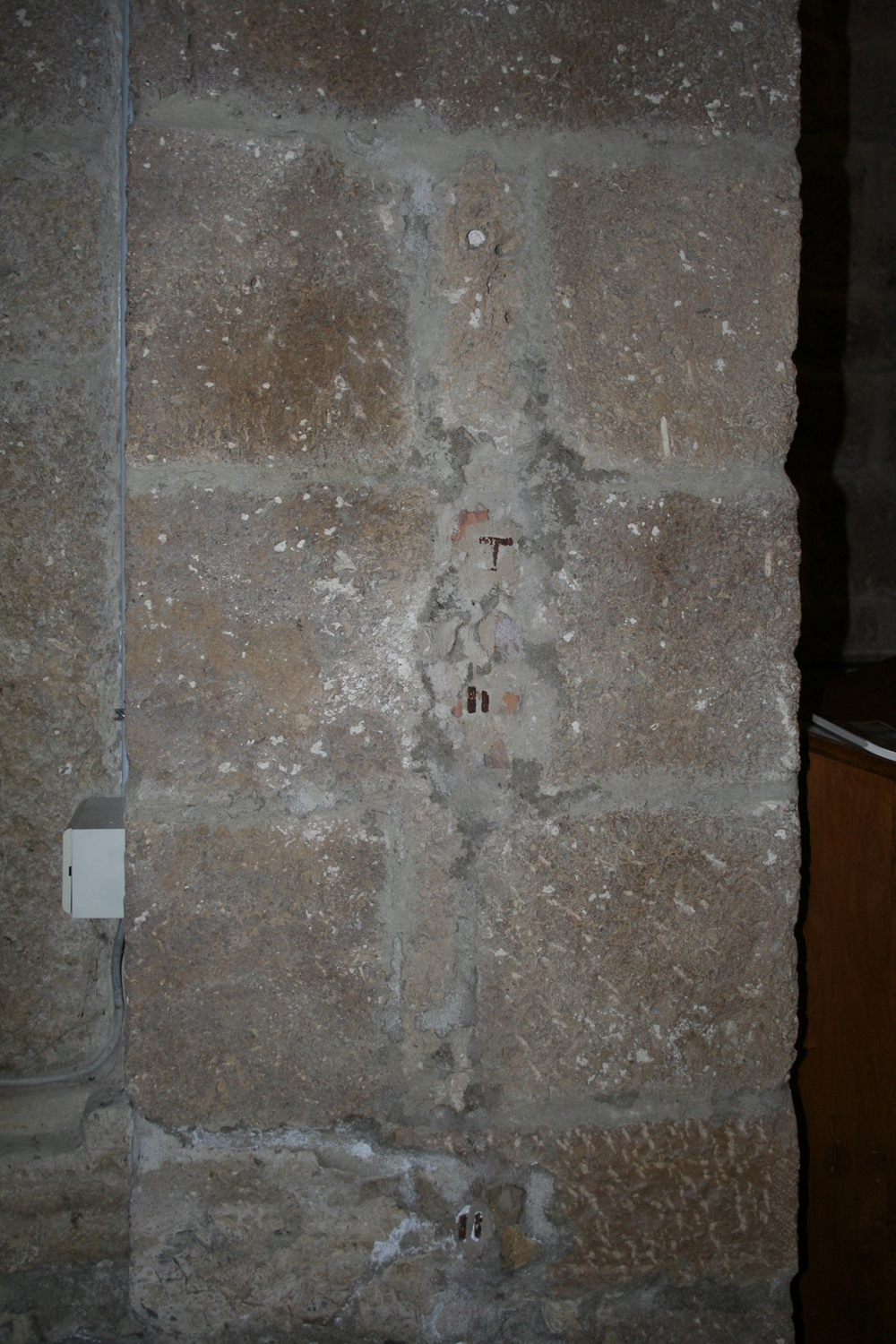
muro del presbiterio dove si trovava incardinata la cancellata che divideva l'aula sacra dallo spazio presbiteriale

### La torre campanaria
La possente torre campanaria, anch'essa di impronta romanica, originariamente posta a fianco della facciata della chiesa, da cui è attualmente discostata, si mostra accorpata all'edificio del monastero. Si eleva da una base quadrata e lungo la sua altezza ha la murazione aperta dalla presenza di 4 bifore, con colonnine e capitelli di diversa forma abbellite da motivi a foglie o bugne in aggetto, e di 4 monofore. Nel 1798 il campanile ospitava una sola campana del peso di 500 libbre, come annoverato nell'inventario del Governo di Napoli che in quell'anno impose il regio patronato sul cenobio.
Al suo interno sono presenti 4 campane, di cui la più piccola, che è anche la più antica, reca impressa la data 1615. Le altre tre, di recente fattura, di cui una rifusa, sono state forgiate dalla Pontificia Fonderia Marinelli di Agnone.

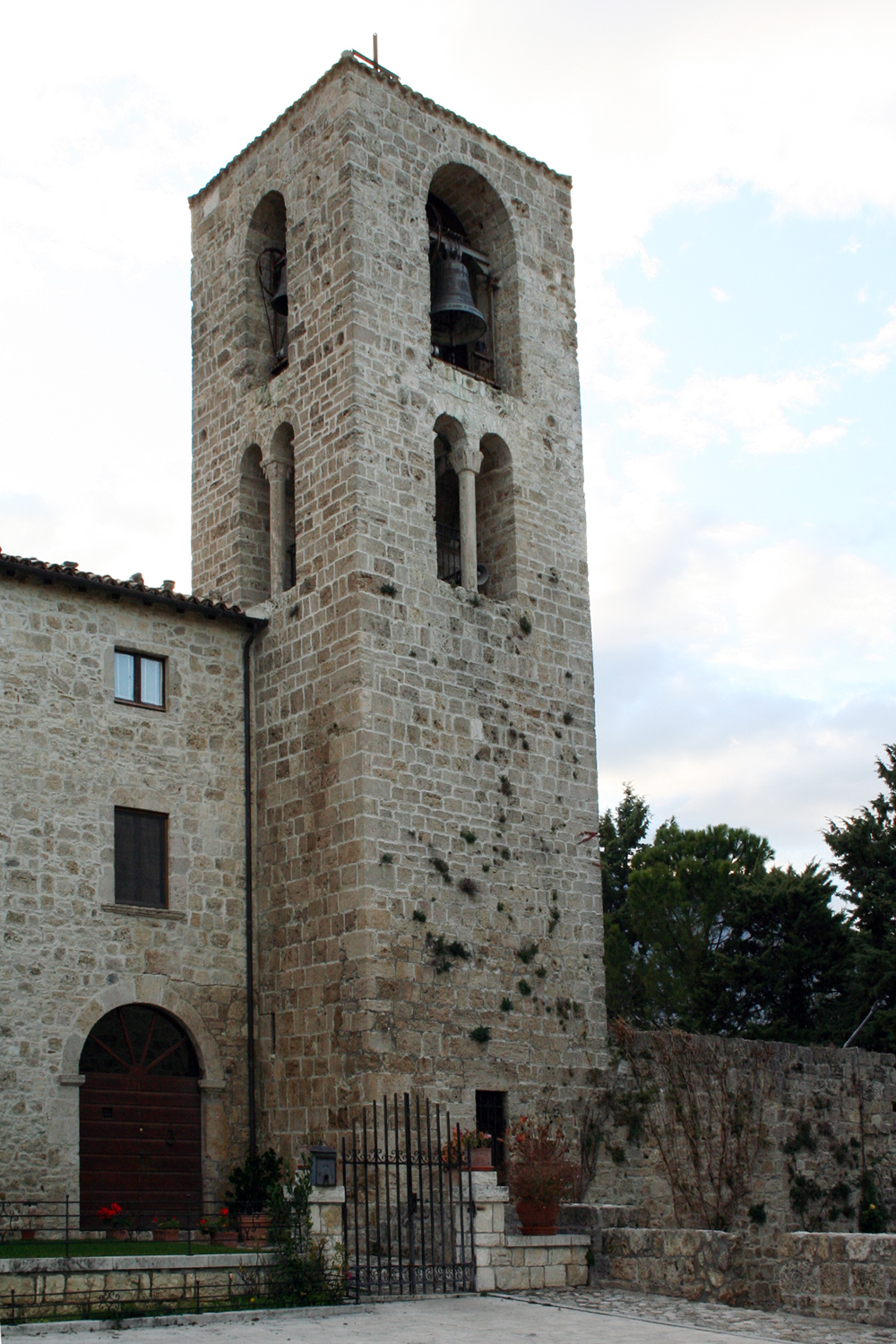
torre campanaria

### Il monastero
Il monastero attuale ha una struttura molto simile a quello del XVII secolo e si compone di due ali, di cui la più antica è stata elevata con orientamento est-ovest. Dal portone d'ingresso, che si apre sul piazzale dell'abbazia, si accede all'ambiente coperto da una volta a botte che conduce al cortile interno che fu il chiostro dei religiosi benedettini. In questo spazio, delimitato dai ruderi delle vecchie mura perimetrali, si trova il pozzo in pietra di acqua sorgiva.

L'edificio, oltre a essere la dimora del Rettore, ha numerosi ambienti destinati a ritiri spirituali e alla preghiera.
Nel seminterrato, alcuni dei locali sono stati recuperati e resi fruibili per incontri religiosi o socioculturali, tra questi vi è la Sala del Capitolo, dove i monaci si riunivano due volte al giorno, in cui è stata allestita la graziosa Cappellina del Crocifisso. Una nicchia, che si apre nei vani di disimpegno, accoglie un'antica statua di san Giovanni Gualberto, patrono del Corpo Forestale dello Stato.

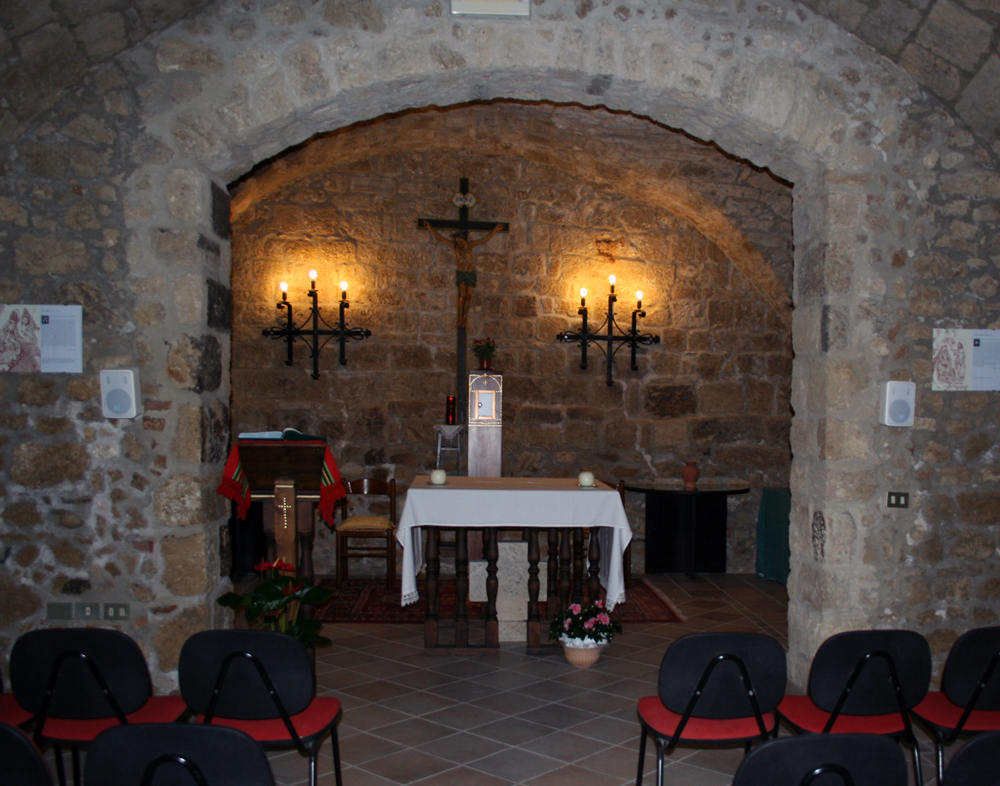
Cappellina del Crocifisso
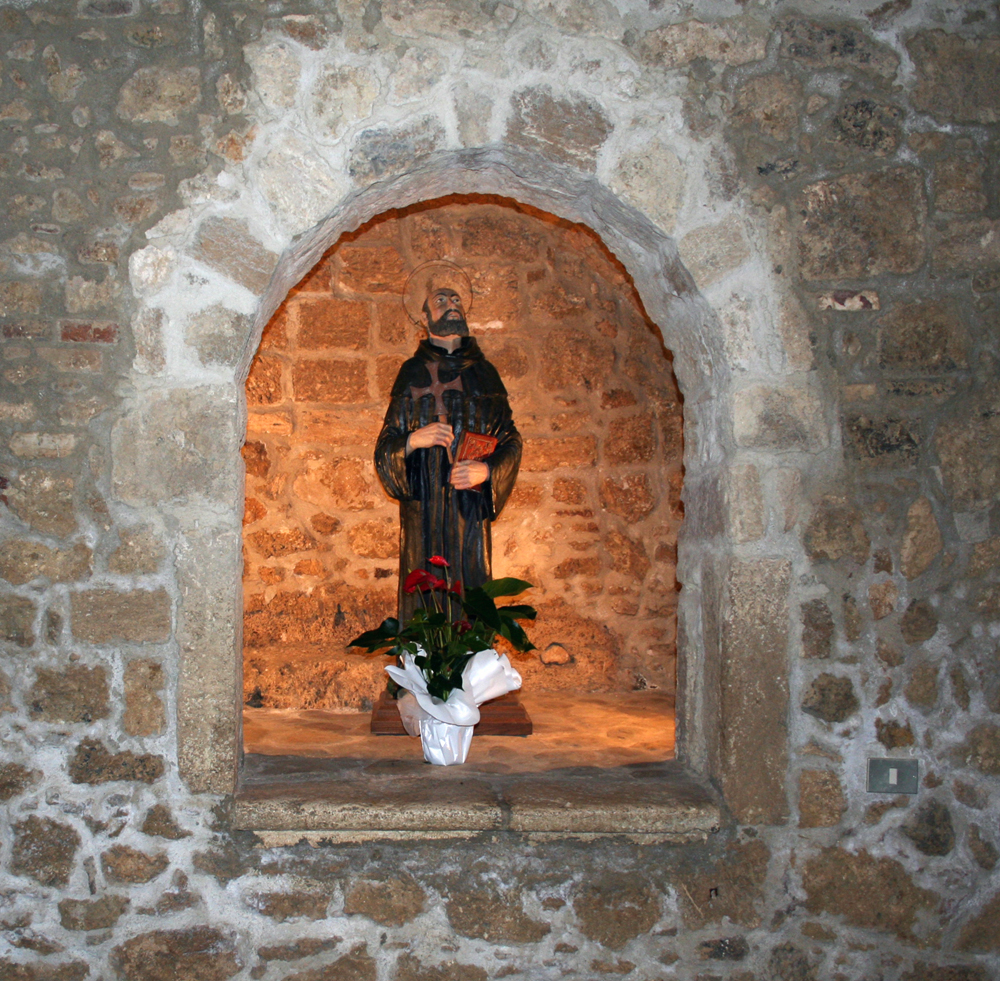
statua di san Giovanni Gualberto

### Il parco
Il complesso monastico è circondato da un verde parco, parzialmente attraversato dal viale di accesso e rigato da altri piccoli sentieri. Nella sua area ospita effigi e rappresentazioni correlabili a episodi del Vecchio Testamento come la statua che ritrae Adamo ed Eva, i simboli ebraici della menorah e della sacra scrittura, la statua di Mosè con le tavole della legge che riportano i comandamenti. Vi sono, inoltre, una statua della Madonna, una statua in marmo di Pietro da Morrone, divenuto papa Celestino V, e la statua del Risorto.

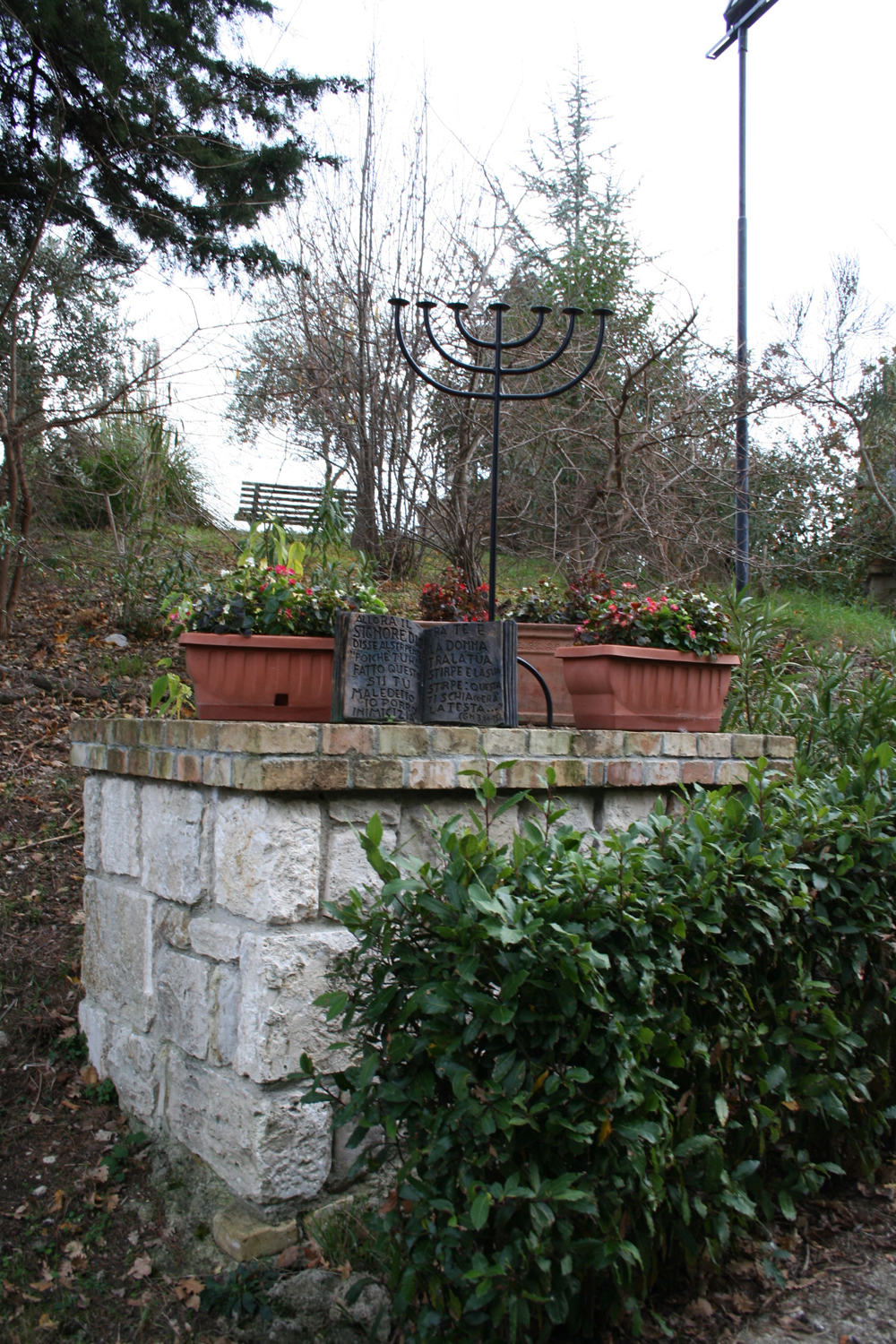
menorah e sacra scrittura
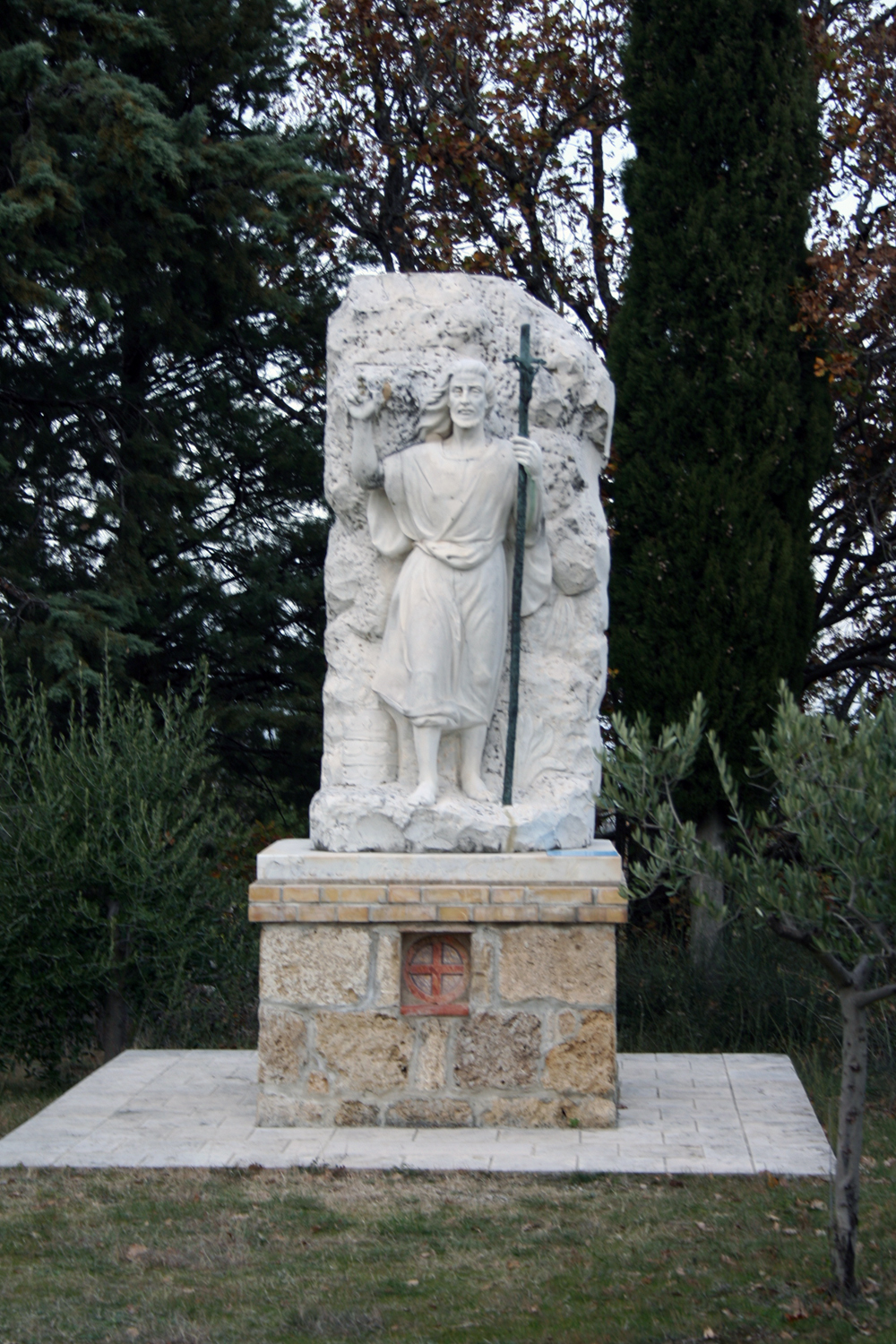
statua in marmo di san Pietro da Morrone
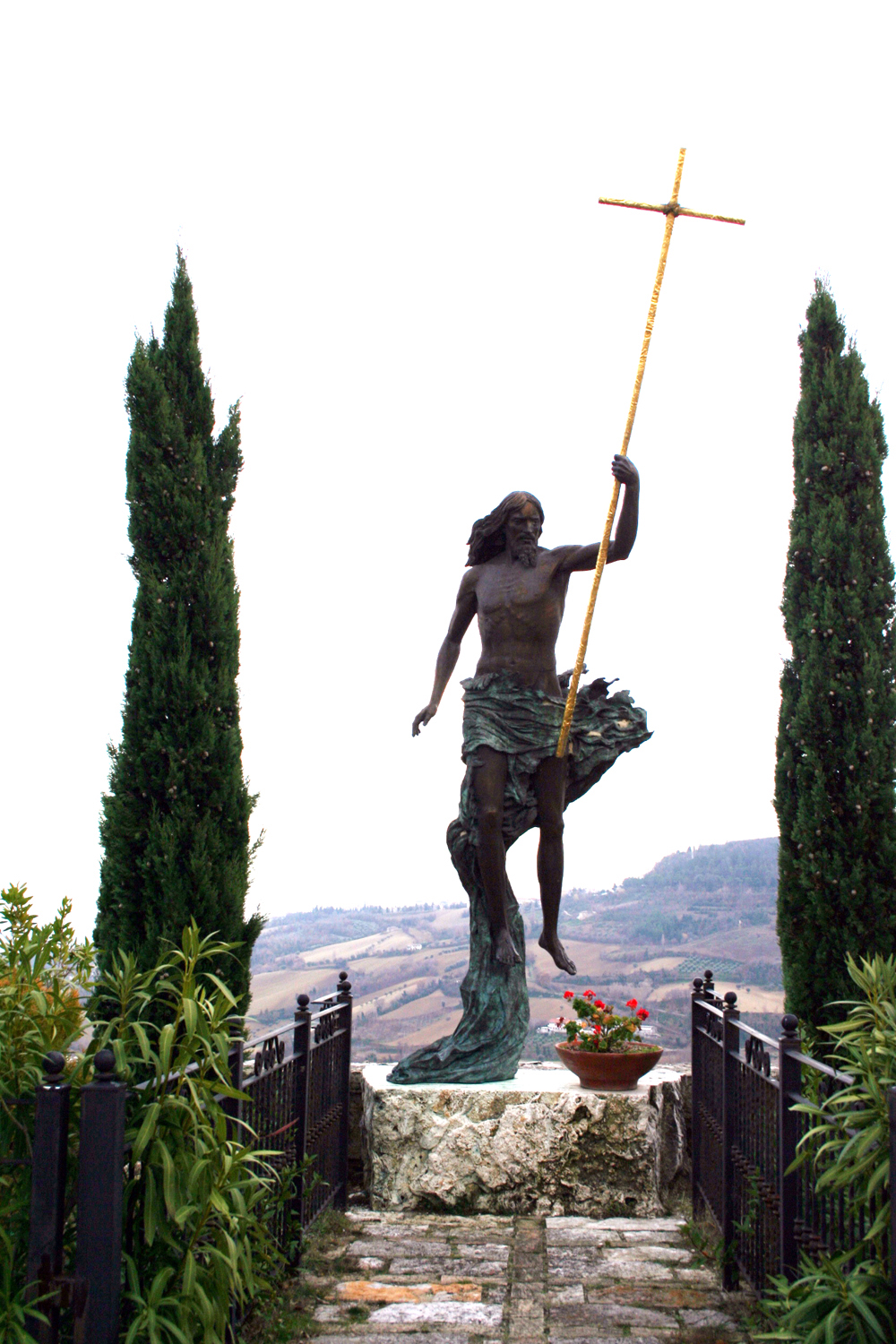
statua bronzea del Risorto

## Culto e riti della festa dell'Assunta
Nel corso del tempo il cenobio ha svolto anche il ruolo di santuario mariano. Una volta all'anno è stato meta di pellegrinaggio istituzionale a piedi per i fedeli dei vicini borghi e contrade che si recavano all'abbazia per la solenne festa dell'Assunta, quando la statua della Vergine, ricoperta di «gioielli e carte valori», veniva portata in processione. A dar vita e a compiere per primi questo cammino spirituale furono gli abitanti dei sette centri che appartenevano al vicariato di Montesanto istituito dal vescovo Serbelloni nell'anno 1581. I paesi coinvolti erano quelli di Sant'Andrea, Passo, Fucignano, Valle Sant'Angelo, Pagliericcio, Cornacchiano e Lempa. In seguito parteciparono anche i credenti di altre zone dell'Abruzzo e del vicino Piceno.

### Festa patronale
L'abbazia osserva la giornata della festa patronale il 15 agosto, in occasione della ricorrenza della Madonna Assunta.
La celebrazione della solennità dell'Assunta prevede la recita della novena nei giorni compresi fra il 6 e il 15 agosto. Nella giornata del 15 agosto hanno luogo la messa, presieduta dal vescovo diocesano e abate di Montesanto, e il rito processionale a piedi intorno all'ora del mezzogiorno. La statua della Madonna, condotta al di fuori della chiesa, compie un percorso prestabilito che raggiunge la strada Piceno-Aprutina. La particolarità di questa funzione religiosa consiste, ancora oggi, nell'utilizzare entrambe le porte della chiesa; infatti la statua dell'Assunta esce attraversando uno dei due ingressi e rientra passando dall'altro. Al tramonto si tiene la cerimonia del " Saluto della Beata Vergine Maria".